# JOIDES Resolution

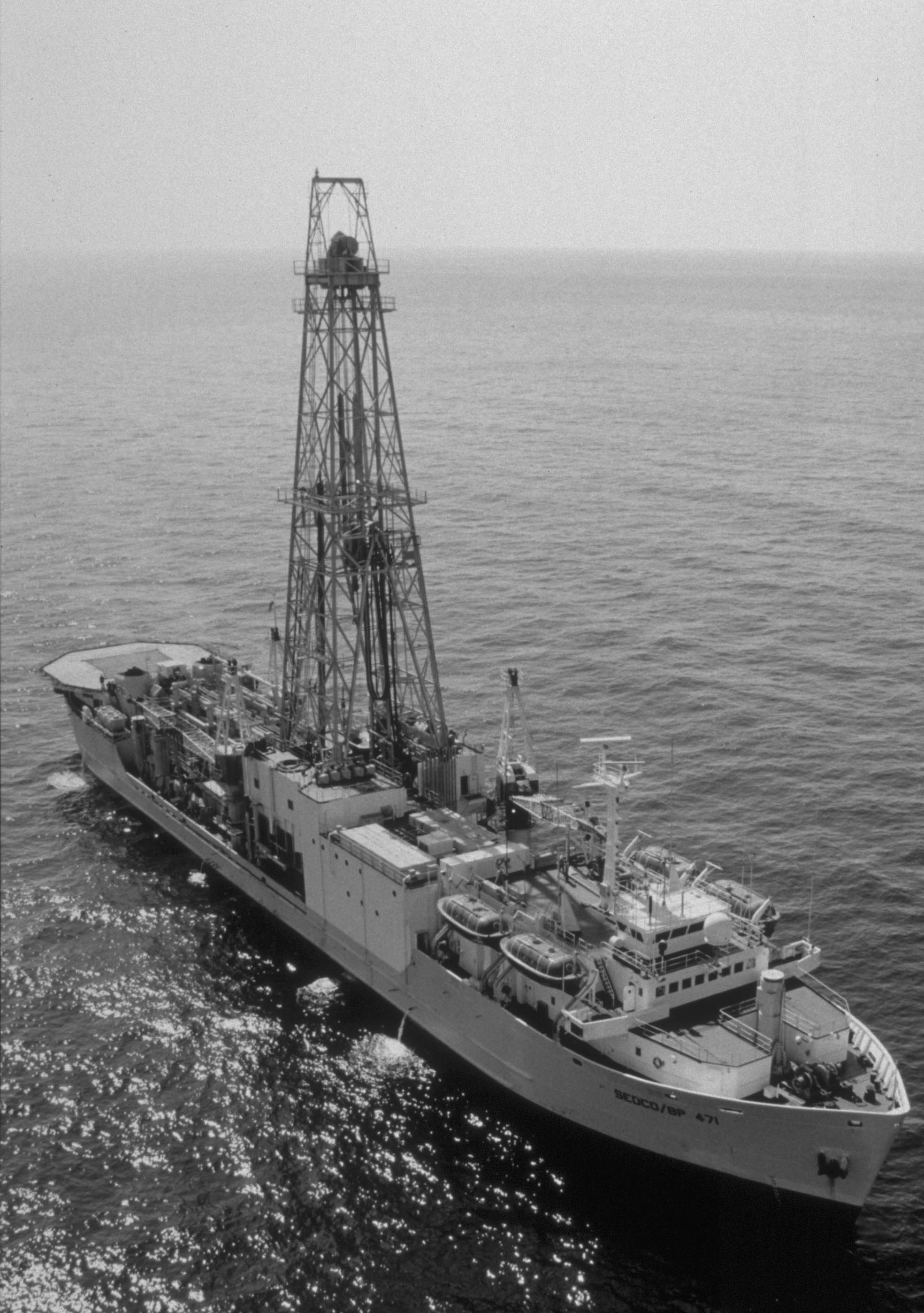
La JOIDES Resolution

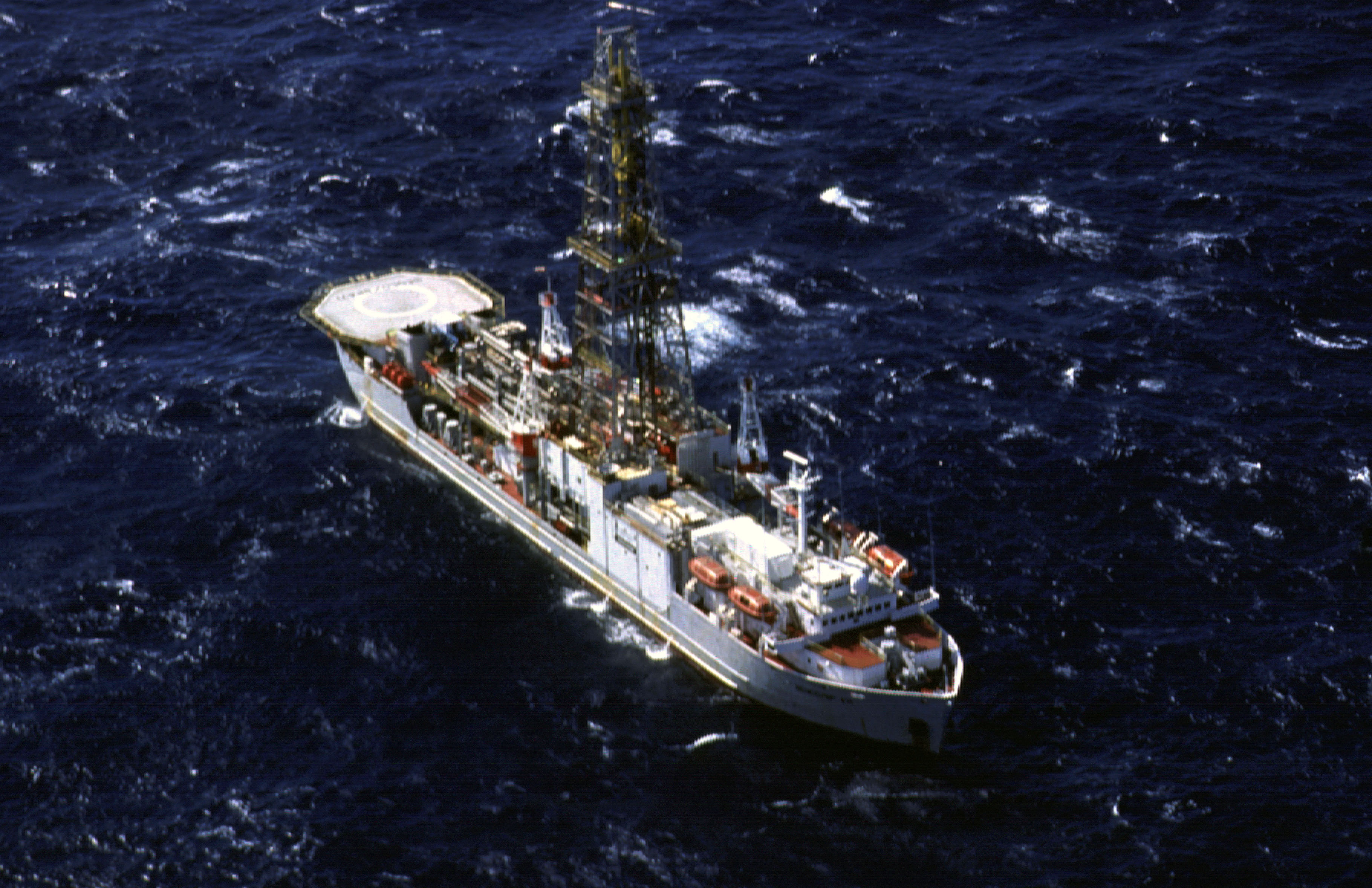
La nave in navigazione

La JOIDES Resolution (acronimo di Joint Oceanographic Institutions Deep Earth Sampler) è una nave scientifica da perforazione: inizialmente varata come nave petrolifera, è stata successivamente trasformata per uso scientifico e ha iniziato a lavorare per l’ODP (l'Ocean Drilling Program) nel gennaio 1985. A partire dal 2004, viene utilizzata per l'IODP (Integrated Ocean Drilling Program), tuttora in corso.
Destinata a succedere nell'uso alla precedente Glomar Challenger, le dimensioni fisiche della nave sono: altezza 61,5 m (al di sopra della linea di galleggiamento), lunghezza 143 m e larghezza 21 m.
La JOIDES Resolution dispone di un complesso sistema di perforazione e di un insieme di dieci laboratori, organizzati su sette piani, che occupano oltre 12.000 m² di spazio. 
Quando si deve effettuare un carotaggio, l'equipaggio della nave posiziona l'impianto sul sito utilizzando 12 meccanismi propulsori controllati dal computer e dal sistema di propulsione principale. L'impianto può rilasciare fino a 9150 m di aste di perforazione, che vengono fatte scendere in mare attraverso un foro, largo 7 metri, che la nave presenta nella sua parte centrale.
I laboratori svolgono diverse funzioni: vi è quello adibito a reparto di conservazione frigorifera, a nucleo di stoccaggio refrigerato, vi sono i laboratori di elettronica, fotografia, di analisi dei fossili, di microscopia, analisi chimica e analisi ai raggi-x. Sul ponte di poppa, il laboratorio di geofisica controlla il corretto funzionamento delle apparecchiature atte al calcolo della profondità del mare e all'elaborazione di dati magnetici utili per lo studio della topografia geologica suboceanica.